# 安赫爾·卡布雷拉
安赫爾·卡布雷拉（Ángel Cabrera，1969年9月12日—）是一位阿根廷職業高爾夫球選手。出生於阿根廷科爾多瓦。目前他主要參加PGA歐洲巡迴賽的賽事。安赫爾·卡佈雷拉是2007年美國公開賽的冠軍得主。他已經獲得過18項賽事冠軍，其中有4項是PGA歐洲巡迴賽冠軍，1項是PGA巡迴賽冠軍。

## 外部連結
- 官方網站 （页面存档备份，存于）
- PGA歐洲巡迴賽網站上的介紹
- PGA巡迴賽網站上的介紹